# Hexatoma (Eriocera) perhirsuta
Hexatoma (Eriocera) perhirsuta is een tweevleugelige uit de familie steltmuggen (Limoniidae). De soort komt voor in het Oriëntaals gebied.